# رايموند إي. جونز جونيور
رايموند إي. جونز جونيور (بالإنجليزية: Raymond E. Johns, Jr.)‏ هو ضابط أمريكي، ولد في 7 ديسمبر 1954 في الولايات المتحدة.